# 포스트젠더리즘
포스트젠더리즘(postgenderism)은 생명공학 기술을 통해 성별 이분법을 극복하려는 노력을 말한다. 성별의 문화적, 생물학적, 사회적 및 심리학적 역할의 파괴에서 유래된 사회적, 정치적, 문화적 운동이며 젠더 이분법의 파괴가 왜 자연스러운지(liberatory)에 대한 논증이다. 포스트젠더리즘은 젠더의 문화적, 심리적, 사회적 역할이 무너지면서 발생한 사회적, 정치적, 문화적 운동이며, 이분법적 젠더의 붕괴가 왜 해방이 될 것인지에 대한 논쟁이다.
포스트젠더주의자들은 젠더가 인간 잠재력에 대한 자의적이고 불필요한 제한이라고 주장하며, 사회적, 문화적 지정의 결과와 신경기술, 생명공학기술, 보조생식기술의 적용을 통해 인간 종의 비자발적인 심리적 젠더화가 제거될 것으로 예상한다.
포스트젠더주의 옹호자들은 성 역할, 사회적 계층화, 성별 차이가 일반적으로 개인과 사회에 해를 끼친다고 주장한다. 진보된 보조 생식 옵션의 급진적인 잠재력을 고려할 때, 포스트젠더주의자들은 생식 목적을 위한 성관계는 쓸모없게 될 것이라고 믿으며, 모든 포스트젠더 인간은 원한다면 임신을 하고 누군가를 임신시킬 수 있는 능력을 갖게 될 것이라고 믿는다. 포스트젠더주의자들은 그러한 사회에서 명확한 성별에 대한 필요성을 없애는 효과가 있을 것이라고 믿는다.

## 같이 보기
- 젠더론 반대운동
- 도나 해러웨이
- 젠더비판적 여성주의
- 양성성
- 성 중립성
- 간성 (성)
- 논바이너리
- 퀴어 이론
- 인간의 성차